# Eoferreola rhombica
Eoferreola rhombica är en stekelart som först beskrevs av Christ 1791.  Eoferreola rhombica ingår i släktet Eoferreola, och familjen vägsteklar. Arten har ej påträffats i Sverige.